# Laurent Batlles
Laurent Batlles, né le 23 septembre 1975 à Nantes, est un footballeur français évoluant au poste de milieu de terrain reconverti entraîneur.

## Biographie

### Carrière de joueur

#### Formation et débuts au TFC
Formé au Toulouse FC, Laurent Batlles prend part à son premier match en équipe première le 2 avril 1994 à l'occasion du match comptant pour la 24e journée de Division 1 face à l'Olympique lyonnais (défaite 1-0).

#### Passages à Bordeaux, Rennes et Bastia
Il s'engage en faveur des Girondins de Bordeaux en 1999, après 6 saisons à Toulouse.
Ses premiers pas avec le maillot à scapulaire sont compliqués car il doit faire face à la concurrence de Johan Micoud, Christophe Dugarry et Stéphane Ziani. Il s'impose par la suite comme un élément important du onze de départ girondins, prenant part pour la première fois de sa carrière à la Ligue des champions puis la Coupe UEFA.
Malgré des prestations de bonne facture, Bordeaux le laisse signer au Stade rennais en janvier 2002. Il y devient titulaire en puissance dans l'entrejeu sous les ordres de Christian Gourcuff puis Philippe Bergeroo, mais se retrouve sur le banc quand ce dernier est remplacé par Vahid Halilhodžić, ce qui entraine son départ pour le SC Bastia en janvier 2003.

#### L'Europe avec l'OM
En janvier 2004, il rejoint l'Olympique de Marseille avec lequel il échoue en finale de la Coupe UEFA dès sa première saison.
En août 2005, il quitte l'OM où il n'est plus titulaire après avoir remporté la Coupe Intertoto et revient au Toulouse FC.

#### Deux saisons à Grenoble
Le 2 juillet 2008, il signe un contrat de deux ans plus une année optionnelle avec le Grenoble Foot 38.
Lors de sa deuxième saison en Isère, Batlles hérite du brassard de capitaine. Il inscrit deux buts mais ne peut empêcher la descente du Grenoble Foot 38 en Ligue 2.

#### Fin de carrière à Saint-Étienne

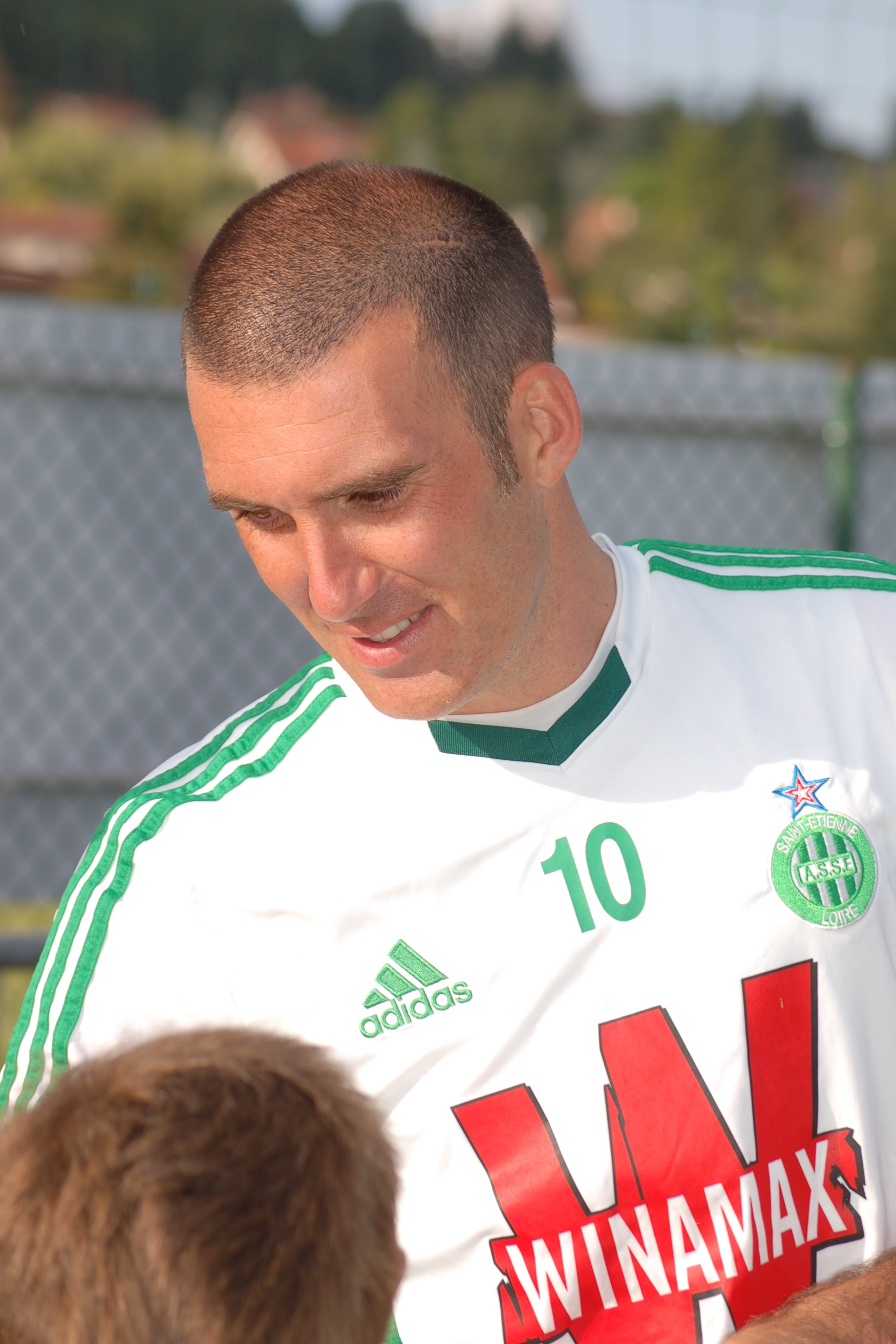
Laurent Batlles au centre d'entraînement de l'AS Saint-Étienne, en 2011.

Il est laissé libre et s'engage en juin 2010 pour un an avec l'AS Saint-Étienne. Dès son arrivée dans le Forez, il fait l'unanimité auprès de ses coéquipiers ainsi que des supporters, par son professionnalisme et son abnégation. Venu pour encadrer les jeunes, il est l'un des joueurs les plus réguliers de la saison et parfois décisif, comme face à l'OM, où il inscrit le but égalisateur.
Batlles prolonge d'un an son contrat avec les Verts à l'issue de la saison 2010-2011. Lors de la seconde saison sous le maillot de l'ASSE, il prend part à 39 matchs toutes compétitions confondues et marque 4 buts.
Le 24 mai 2012, il annonce qu'il met un terme à sa carrière sportive et intègre la cellule de recrutement du club stéphanois au côté de Thierry Oleksiak.
Lors de la saison 2012-2013, il joue en amateur à l'Étoile Sportive de Veauche avec l'équipe critérium du club dans laquelle évolue Christophe Landrin.

### Reconversion

#### Entraîneur adjoint et entraîneur de l'équipe réserve à l'AS Saint-Étienne (2012-2019)
Lors de la saison 2013-2014, il est entraîneur-adjoint des U15 Nationaux de l'AS Saint-Étienne, puis en 2014-2015, il entraîne l'équipe réserve avec Thierry Oleksiak,.
Il devient ensuite entraîneur adjoint de Christophe Galtier lors de la saison 2015-2016 avant de redevenir entraîneur de l'équipe réserve lors de l'été 2016. À la tête de celle-ci, il termine premier du groupe Auvergne-Rhône-Alpes du championnat de National 3 2017-2018. La saison suivante, il maintient le club en National 2, terminant 9e du groupe B.

#### Entraîneur de l'ES Troyes AC (2019-2021)
Le 14 juin 2019, il est nommé entraîneur de l'ESTAC Troyes, évoluant en Ligue 2, sur la base d'un contrat de deux ans plus une troisième saison en option. Sa première saison comme entraîneur principal d'une équipe professionnelle est tronquée par la pandémie de Covid-19 et l'arrêt du championnat après 28 journées. Le club est alors quatrième.
Le 23 juillet 2020, il est prolongé avec son staff jusqu'en juin 2023.
Le 8 mai 2021, il est sacré champion de France de Ligue 2 avec son équipe.
Le 30 décembre 2021, le club aubois annonce sur Twitter mettre un terme à leur collaboration d'un accord commun. L'ESTAC est alors 15ème de Ligue 1 à ce moment de la saison, avec 1 point d'avance sur Metz et Lorient, respectivement barragiste et premier relégable.

#### Retour dans le Forez comme entraîneur principal (2022-2023)
Le 30 mai 2022, après la relégation de l'AS Saint-Étienne en Ligue 2 (défaite en barrages face à l'AJ Auxerre : 1-1 à l'aller, 1-1 au retour puis 4-5 aux tirs au but), il est pressenti pour remplacer Pascal Dupraz sur le banc des Verts pour la saison 2022-2023. Son retour dans la Loire, en tant qu'entraîneur de l'équipe première désormais, est officialisé le 3 juin.
Ses premiers résultats sont décevants : en plus d'avoir été pénalisée par un retrait de trois points au départ (en raison des incidents survenus après la fin de match retour contre l'AJA en mai), l'équipe stéphanoise ne quitte pas la zone de relégation durant la première partie de saison et est également éliminée dès son entrée en compétition en Coupe de France (au septième tour, contre le Rodez AF, autre pensionnaire de Ligue 2). À la quinzième journée de championnat (juste avant la trêve internationale en raison de la Coupe du monde 2022), les Verts pointent à la dernière place du classement ; ils remontent de peu, à la dix-huitième position, à l'issue des matchs aller en janvier 2023.
L'ASSE parvient à quitter cette zone rouge à partir du mois suivant et reste invaincue pendant dix rencontres consécutives : quatre victoires en février (en rencontrant des équipes jouant également pour le maintien), trois matchs nuls en mars (notamment contre le leader havrais) puis trois victoires en avril. L'équipe n'enregistre également que quatre défaites au cours de la phase retour du championnat. Au sortir de la dernière journée, les Stéphanois finissent à la huitième place du classement.
Les Verts débutent la saison 2023-2024 par deux défaites avant de rester invaincus pendant dix rencontres, avec notamment sept victoires (dont une contre le leader du classement, le Stade lavallois, invaincu également depuis plusieurs matchs) ; les Stéphanois grimpent alors à la 2e place du classement lors de la 12e journée de championnat.
Cependant, l'équipe enchaîne ensuite cinq défaites consécutives et redescend à la 8e place ; dans cette même période, les Verts se qualifient malgré tout pour le huitième tour de la Coupe de France.
Le 6 décembre 2023, peu de temps après ce cinquième revers d'affilée en championnat justement (à domicile contre l'EA Guingamp, sur le score de 1-3), il est démis de ses fonctions d'entraîneur principal avant que son contrat ne soit rompu deux jours plus tard ; Olivier Dall'Oglio lui succède à ce poste par la suite.

#### Clermont Foot (2024-2025)
En octobre 2024, Batlles est nommé entraîneur du Clermont Foot 63 en Ligue 2 après le limogeage de Sébastien Bichard. Il s'engage jusqu'en 2026. Il est néanmoins licencié le 7 avril 2025 pour cause de résultats insuffisants : le club est alors en position relégable.

## Statistiques
| Saison                | Club                   | Championnat           | Championnat | Championnat | Coupe(s) nationale(s) | Coupe(s) nationale(s) | Compétition(s) continentale(s) | Compétition(s) continentale(s) | Compétition(s) continentale(s) | Total | Total |
| Saison                | Club                   | Division              | M.          | B.          | M.                    | B.                    | Comp.                          | M.                             | B.                             | M.    | B.    |
| 1993-1994             | Toulouse FC            | Division 1            | 5           | 0           | -                     | -                     | -                              | -                              | -                              | 5     | 0     |
| 1994-1995             | Toulouse FC            | Division 2            | 22          | 1           | 3                     | 0                     | -                              | -                              | -                              | 25    | 1     |
| 1995-1996             | Toulouse FC            | Division 2            | 34          | 2           | 3                     | 0                     | -                              | -                              | -                              | 37    | 2     |
| 1996-1997             | Toulouse FC            | Division 2            | 37          | 4           | 4                     | 1                     | -                              | -                              | -                              | 41    | 5     |
| 1997-1998             | Toulouse FC            | Division 1            | 31          | 1           | 3                     | 0                     | -                              | -                              | -                              | 34    | 1     |
| 1998-1999             | Toulouse FC            | Division 1            | 30          | 2           | 4                     | 0                     | -                              | -                              | -                              | 34    | 2     |
| Sous-total            | Sous-total             | Sous-total            | 159         | 10          | 17                    | 1                     | -                              | -                              | -                              | 176   | 11    |
| 1999-2000             | Girondins de Bordeaux  | Division 1            | 19          | 0           | 4                     | 0                     | C1                             | 8                              | 1                              | 31    | 1     |
| 2000-2001             | Girondins de Bordeaux  | Division 1            | 32          | 3           | 3                     | 0                     | C3                             | 8                              | 1                              | 43    | 4     |
| 2001-2002             | Girondins de Bordeaux  | Division 1            | 19          | 0           | 2                     | 1                     | C3                             | 6                              | 0                              | 27    | 1     |
| Sous-total            | Sous-total             | Sous-total            | 70          | 3           | 9                     | 1                     | -                              | 22                             | 2                              | 101   | 6     |
| 2001-2002             | Stade rennais          | Division 1            | 13          | 2           | 3                     | 0                     | -                              | -                              | -                              | 16    | 2     |
| 2002-2003             | Stade rennais          | Ligue 1               | 15          | 0           | -                     | -                     | -                              | -                              | -                              | 15    | 0     |
| Sous-total            | Sous-total             | Sous-total            | 28          | 2           | 3                     | 0                     | -                              | -                              | -                              | 31    | 2     |
| 2002-2003             | SC Bastia              | Ligue 1               | 19          | 4           | 1                     | 0                     | -                              | -                              | -                              | 20    | 4     |
| 2003-2004             | SC Bastia              | Ligue 1               | 19          | 0           | 3                     | 0                     | -                              | -                              | -                              | 22    | 0     |
| Sous-total            | Sous-total             | Sous-total            | 38          | 4           | 4                     | 0                     | -                              | -                              | -                              | 42    | 4     |
| 2003-2004             | Olympique de Marseille | Ligue 1               | 15          | 3           | -                     | -                     | C3                             | 8                              | 0                              | 23    | 3     |
| 2004-2005             | Olympique de Marseille | Ligue 1               | 30          | 8           | 2                     | 0                     | -                              | -                              | -                              | 32    | 8     |
| 2005-2006             | Olympique de Marseille | Ligue 1               | 4           | 0           | -                     | -                     | CI                             | 6                              | 0                              | 10    | 0     |
| Sous-total            | Sous-total             | Sous-total            | 49          | 11          | 2                     | 0                     | -                              | 14                             | 0                              | 65    | 11    |
| 2005-2006             | Toulouse FC            | Ligue 1               | 31          | 3           | 2                     | 0                     | -                              | -                              | -                              | 33    | 3     |
| 2006-2007             | Toulouse FC            | Ligue 1               | 31          | 4           | 1                     | 1                     | -                              | -                              | -                              | 32    | 5     |
| 2007-2008             | Toulouse FC            | Ligue 1               | 22          | 1           | 2                     | 0                     | C3                             | 4                              | 0                              | 28    | 1     |
| Sous-total            | Sous-total             | Sous-total            | 84          | 8           | 5                     | 1                     | -                              | 4                              | 0                              | 93    | 9     |
| 2008-2009             | Grenoble Foot 38       | Ligue 1               | 36          | 0           | 3                     | 0                     | -                              | -                              | -                              | 39    | 0     |
| 2009-2010             | Grenoble Foot 38       | Ligue 1               | 34          | 2           | 2                     | 0                     | -                              | -                              | -                              | 36    | 2     |
| Sous-total            | Sous-total             | Sous-total            | 70          | 2           | 5                     | 0                     | -                              | -                              | -                              | 75    | 2     |
| 2010-2011             | AS Saint-Étienne       | Ligue 1               | 32          | 4           | 4                     | 0                     | -                              | -                              | -                              | 36    | 4     |
| 2011-2012             | AS Saint-Étienne       | Ligue 1               | 36          | 4           | 3                     | 0                     | -                              | -                              | -                              | 39    | 4     |
| Sous-total            | Sous-total             | Sous-total            | 68          | 8           | 7                     | 0                     | -                              | -                              | -                              | 75    | 8     |
| Total sur la carrière | Total sur la carrière  | Total sur la carrière | 566         | 48          | 52                    | 3                     | -                              | 40                             | 2                              | 658   | 53    |

## Palmarès

### Joueur
Olympique de Marseille
- Vainqueur de la Coupe Intertoto en 2005
- Finaliste de la Coupe UEFA en 2004

### Entraineur
ES Troyes AC
- Champion de France de Ligue 2 en 2021.

## Distinction personnelle
- Trophée UNFP du plus beau but de Ligue 1 en 2005.